# Mrežnički Brig
Mrežnički Brig – wieś w Chorwacji, w żupanii karlowackiej, w mieście Duga Resa. W 2011 roku liczyła 270 mieszkańców.